# 2557 Putnam
2557 Putnam (1981 SL1) là một tiểu hành tinh vành đai chính được phát hiện ngày 16 tháng 9 năm 1981 bởi B. A. Skiff và N. G. Thomas http://ssd.jpl.nasa.gov/sbdb.cgi ở Flagstaff (AM).